# Microrégion de Chorozinho
 (février 2025).
Si vous disposez d'ouvrages ou d'articles de référence ou si vous connaissez des sites web de qualité traitant du thème abordé ici, merci de compléter l'article en donnant les références utiles à sa vérifiabilité et en les liant à la section « Notes et références ».

Localisation de la microrégion de Chorozinho

La microrégion de Chorozinho est l'une des huit microrégions qui subdivisent le nord de l'État du Ceará au Brésil.
Elle comporte 3 municipalités qui regroupaient 62 663 habitants en 2006 pour une superficie totale de 1 290 km2.

## Municipalités[1]
- Barreira
- Chorozinho
- Ocara